# Biblia de Lisboa
La Biblia de Lisboa es un manuscrito iluminado sefardí en hebreo de finales del siglo XV, compuesto por 3 volúmenes, que tratan conjuntamente los 24 libros canónicos del Tanaj. Es uno de los ejemplos principales de manuscritos parte del arte sefardí. Actualmente se conserva en el British Library, con los números correspondientes de estante Or 2626, Or 2627, y Or 2628, respectivamente para el primer, segundo y tercer volumen.

## Contexto
La biblia, como su nombre conocido indica, se desarrolló en la comunidad judía de Lisboa, por aquel entonces acomodada, antes de la expulsión católica de 1496, de la mano del escriba Shemu'el ben Shemu'el ibn Musa, abreviado Samuel. Éste resulta ser el obrero del patrón Yosef ben Yehudah, conocido como al-Hakim, quien le habría encargado la producción de este manuscrito.
Fue el 17 de noviembre de 1882, cuando el British Museum (actualmente el British Library) compró los códices, tras haberlos adquirido previamente Benjamin Cohen de Bujara.

### Primer volumen
- Los 613 mandamientos: (f.1r-23v):Antes del Torá, se presentan una serie de 613 mandamientos judíos, junto con otros ortográficos, de material masorético, dentro de los márgenes de los escritos. Los temas tratados correspondientes son la justicia, familia, etcétera, y la pronunciación, lectura, y deletreo correcto de los textos bíblicos, respectivamente. Por esto, los tres volúmenes de la biblia se escribieron mayormente con niquds. Relativo a esto, desde esta sección hasta los siguientes folios, se repiten varias notas del Sefer ha-ṭeʻamim del gramático Aarón-Ben-Asser.
- El Torá (f.23v-180r) (Pentateuco).
- Listas masoréticas (f.180r-184v): Como en escritos de otros autores, se ve enumerada una lista de comparaciones del Torá, según los sistemas de vocalización de los eruditos Moisés Ben-Neftalí de Tiberíades, y el antedicho Ben-Asser. El problema es que esta lista, por razón alguna, no posee niquds, así que no son visibles esas diferencias.[4]

### Tercer volumen
- Lista masorética (f.178r-185v): Esta lista contiene palabras en las que Alef no es pronunciado, así aclarando más la pronunciación de‍‍‍‍ las palabras, con la intención de escribir a la exactitud los textos bíblicos, para su entendimiento. De ser así, la biblia se hubiese escrito como un texto modélico. De estas observaciones, varios autores[cita requerida] la consideran una de las biblias manuscritas más precisas de la historia.
- Colofón (f.185v-186r): Esta sección es la que otorga toda la información sobre su producción. De aquí se sabe que su autor es Samuel el Escriba, para el propietario al-Hakim, terminado un viernes por la noche, el mes de Kislev del año 5243,[2] en Lisboa. Luego de esta anotación, le sigue un poema del primer propietario de la biblia (presumiblemente al-Hakim), denotando su placer en la lectura, agradeciendo a Dios por el encargo, y elogiando las facturas de los volúmenes.